# Джордж Шолти
Сър Джордж Шолти, роден като Дьорд Щерн (на унгарски: Stern György), е знаменит британски диригент от унгарски произход.

## Биография
В ранните си години получава основите на музикалното си образование у двама знаменити свои сънародници Ернст фон Дохнани (при когото учи пиано) и Золтан Кодай (композиция). Диригентският му дебют е в Будапеща (1938), но поради еврейския си произход е принуден да напусне родината си (1939) и да заживее в Швейцария, където е главен диригент на Оперния театър в Цюрих до 1945 година.
В следвоенните години Шолти последователно ръководи Баварската опера в Мюнхен (1946 – 1952), лондонския „Ковънт Гардън“ (1961 – 1971) и Парижката филхармония и „Гранд опера“.
През 1961 Шолти става музикален директор на Кралската опера, Ковънт Гардън, като изпълнява длъжността до 1971. Там голата глава на Шолти и суровите му изисквания при репетиции му спечелват прякора Крещящия череп. През 1971 година получава британско поданство и още на следващата е посветен в рицарство и приема титлата „сър“. След 1971 той прекарва голяма част от времето във Великобритания и Щатите.
Между 1983 и 1987 година Шолти ръководи световния вагнеров фестивал в Байройт, Германия.

## Музика
Шолти изнася множество концерти и записва активно. Сред най-блестящите моменти в творчеството му са изпълнението на вагнеровата тетралогия „Пръстенът на нибелунгите“ (с Виенската филхармония) и дирижирането на основните симфонични и ораториални творби на Волфганг Амадеус Моцарт по време на честванията, организирани по случай 200-годишнината от смъртта на композитора във Виена (1991).
Репертоарът му е изключително богат – от предкласически творби (Йохан Себастиан Бах, Георг Фридрих Хендел), през творбите на виенските класици (основно Волфганг Амадеус Моцарт и Лудвиг ван Бетховен) и романтиците (Йоханес Брамс, Рихард Вагнер, Франц Лист), по-късни композитори (Густав Малер, Рихард Щраус) до съвременни автори като Игор Стравински, Арнолд Шьонберг, Кшищоф Пендерецки, Алфред Шнитке и др.
Шолти е смятан за един от най-изтъкнатите симфонични диригенти на 20 век.

## Награди
Награда Сонинг, 1992 г.